# Departamento Primero de Mayo
1º de Mayo es un departamento en la provincia del Chaco, Argentina.
El departamento tiene una superficie de 1864 km²
Su población es de 9131 hab. "Censo 2001 INDEC"
Al sur limita con el departamento San Fernando.